# اصول اخلاق پزشکی شواهدمحور
اصول اخلاق پزشکی شواهدمحور یا اصول اخلاق پزشکی مبتی بر شواهد، شکلی از اصول اخلاق پزشکی است که از دانش مربوط به قواعد اخلاقی، حقوقی و پزشکی مبتنی بر شواهد برای ارائه راه حل‌هایی جهت رفع چالش‌های اخلاقی در حوزه سلامت استفاده می‌کند. گاهی اوقات به این موضوع به عنوان اصول اخلاق پزشکی وابسته به استدلال اشاره شده است.
اگر چه این روش به عنوان یک روش جدید امیدبخش برای حل مشکلات اخلاق زیستی تلقی می‌شود، اما از سوی دیگر بخاطر نامناسب جلوه دادن مشکلات اخلاقی تحت عنوان مشکلاتی که می‌توانند به وسیلهٔ شواهد رفع شوند، مورد انتقاد قرار گرفته است.
این مقوله همچنین عنوان کتاب اصول اخلاق پزشکی مبتی بر شواهد: مواردی برای یادگیری مبتنی بر تمرین و فعالیت "اثر دکتر candacec. Gauthier , john e. synder است که توسط انتشارات humana – springer در سال ۲۰۰۸ به چاپ رسیده است.